# Фабрі (місячний кратер)
Кра́тер Фабрі́ (лат. Fabry) — великий стародавній метеоритний кратер у північній півкулі зворотного боку Місяця. Назву кратеру присвоєно на честь французького фізика Шарля Фабрі (1867—1945) й затверджено Міжнародним астрономічним союзом у 1970 році. Утворення кратера відбулось у донектарському періоді.

## Опис кратера

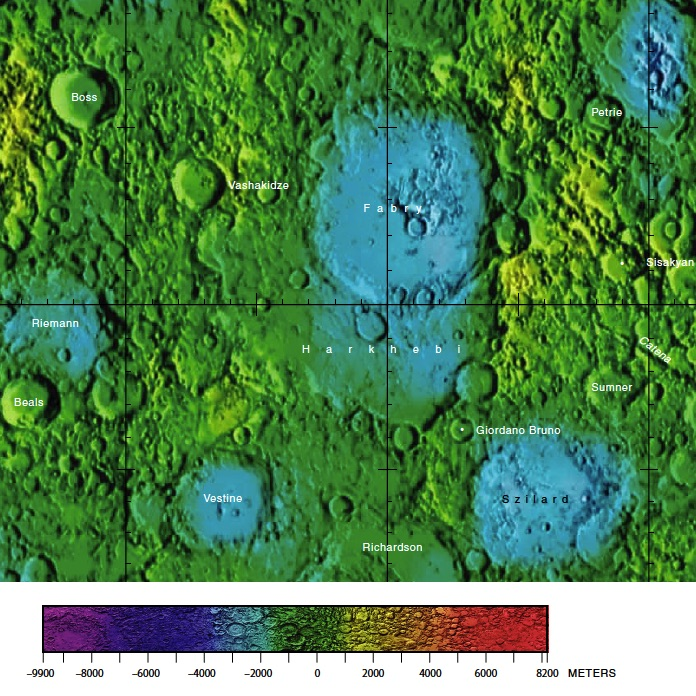
Околиці кратера Фабрі. Фрагмент мапи зворотного боку Місяця.

Кратер Фабрі перекриває північно-східну частину чаші гігантського кратера Гаркебі. Іншими його найближчими сусідами є кратер Вашакідзе на заході; великий кратер Комптон на півночі північному сході; кратери Петрі і Сісакян на сході; а також кратер Самнер на південному сході. На північному заході від кратера розташоване Море Гумбольдта. Селенографічні координати центру кратера 43°04′ пн. ш. 100°41′ сх. д. / 43.07° пн. ш. 100.68° сх. д., діаметр 179,4 км, максимальна глибина 3 км
Кратер Фабрі має близьку до циркулярної форму й зазнав значних руйнувань. Вал кратера згладжений, перекривається безліччю невеликих кратерів різного розміру, східна частина валу перекрита двома помітними кратерами, одним з яких є сателітний кратер Фабрі H (див. нижче), північно-західна частина валу прорізана невеликою вигнутою долиною. Висота валу над навколишньою місцевістю сягає 1560 м, об'єм чаші кратера становить приблизно 13400 км³. Дно чаші — відносно рівне, ймовірно переформатоване лавою, за виключенням пересіченої північно-східної частини. В центрі чаші розташований масивний хребет, що простягнувся зі сходу на захід, південно-східна частина хребта перекривається невеликим помітним кратером. Дно чаші відзначене декількома слабкими слідами променевої системи кратера Джордано Бруно, розташованого південніше.
До отримання власної назви у 1970 році кратер Фабрі мав тимчасове позначення «Кратер 45», під яким його можна побачити на деяких старих картах Місяця.

## Сателітні кратери

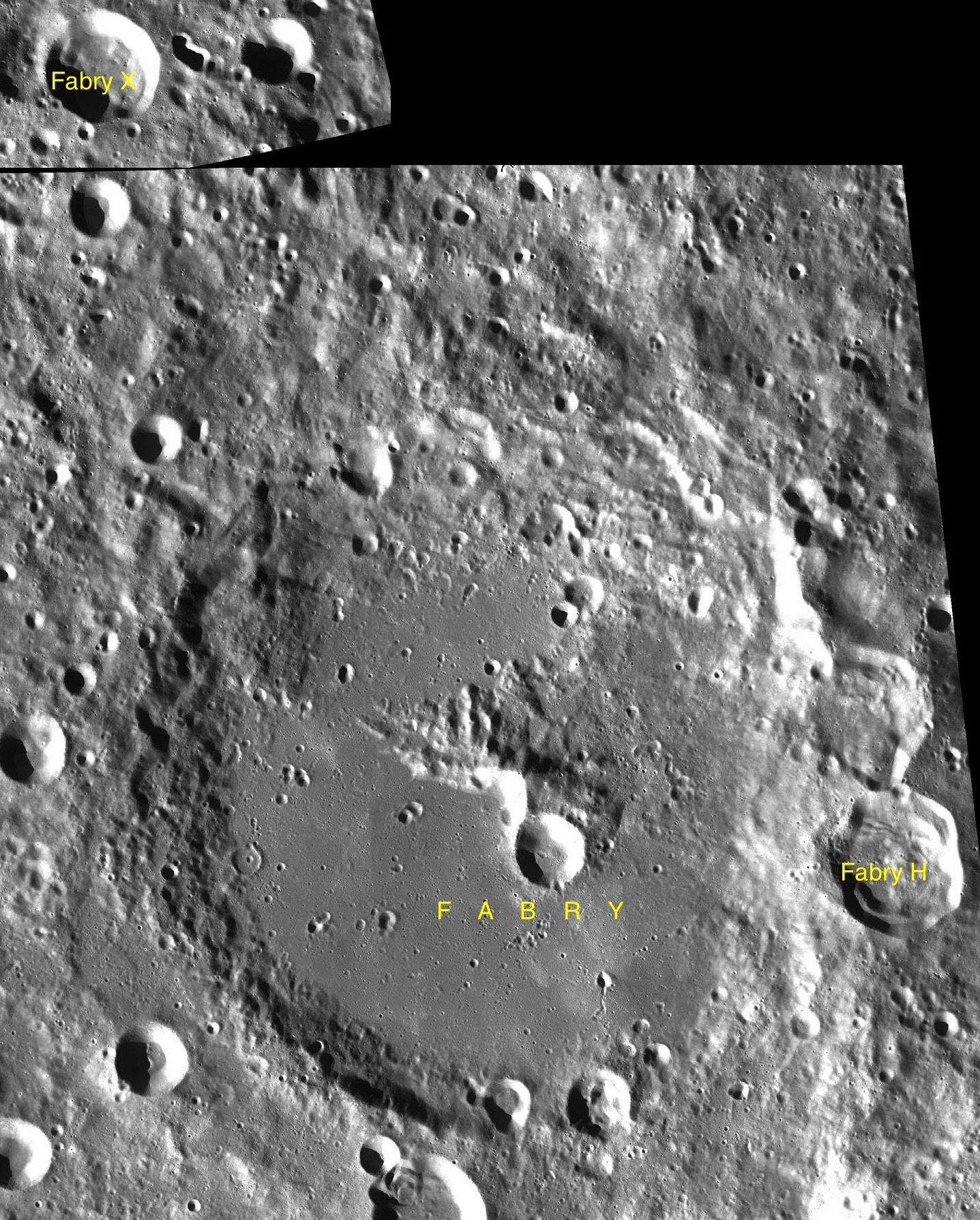
Фрагменти мап LAC-15, LAC-29.

| Фабри | Координати                                                  | Діаметр, км |
| ----- | ----------------------------------------------------------- | ----------- |
| H     | 42°01′ пн. ш. 105°05′ сх. д. / 42.02° пн. ш. 105.09° сх. д. | 36,9        |
| X     | 48°56′ пн. ш. 96°37′ сх. д. / 48.94° пн. ш. 96.62° сх. д.   | 28,3        |

## Галерея

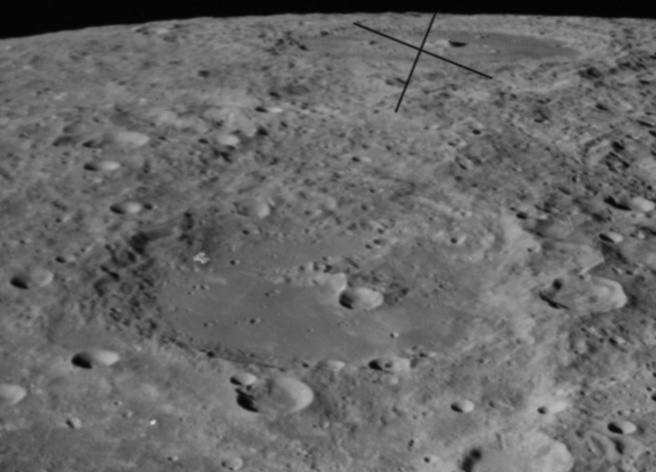
Світлина кратера з борту Аполлона-14.
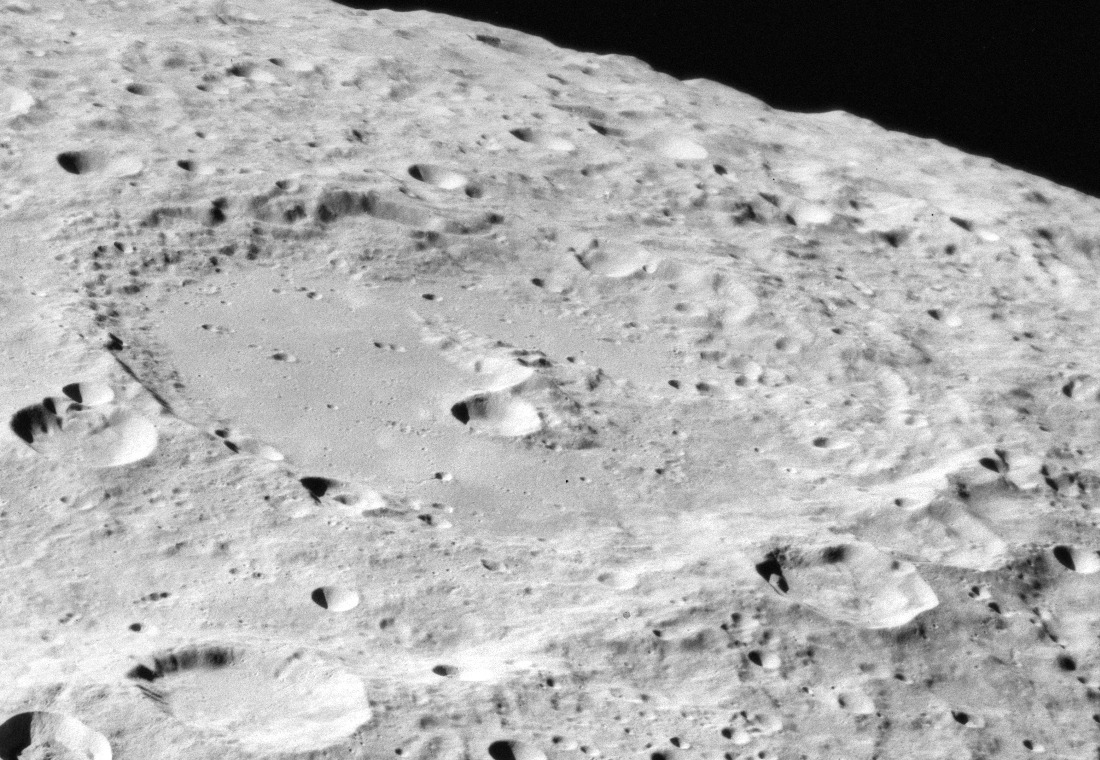
Світлина кратера з борту Аполлона-16
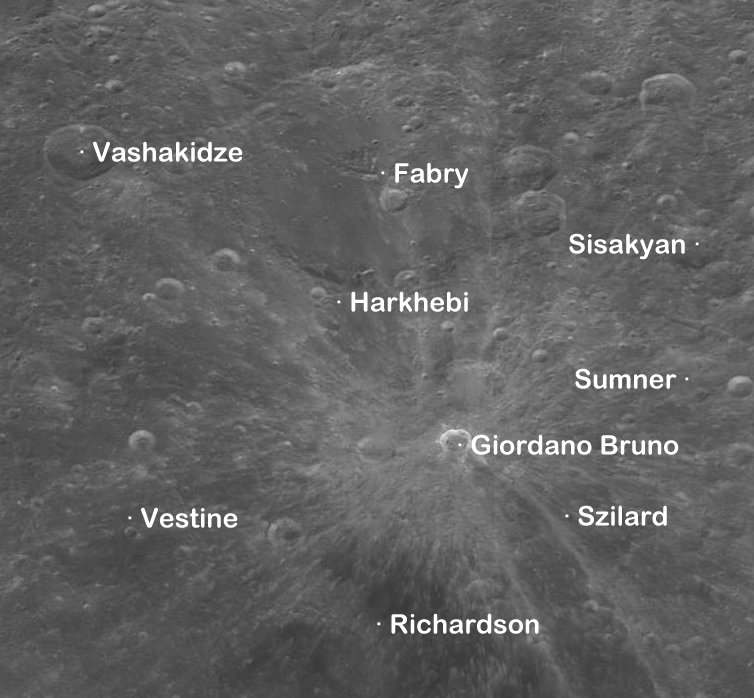
Кратер Фабрі у променях від кратера Джордано Бруно[en]